# 9362 Міяїма
9362 Міяїма (9362 Miyajima) — астероїд головного поясу, відкритий 23 березня 1992 року.
Тіссеранів параметр щодо Юпітера — 3,361.